# Сернон (Марна)
Сернон (фр. Cernon) насеље је и општина у североисточној Француској у региону Шампањ-Арден, у департману Марна која припада префектури Шалонс ан Шампањ.
По подацима из 2011. године у општини је живело 136 становника, а густина насељености је износила 8,45 становника/km². Општина се простире на површини од 16,1 km². Налази се на средњој надморској висини од 106 метара.

## Демографија
| 1962. | 1968. | 1975. | 1982. | 1990. | 1999. | 2011. |
| ----- | ----- | ----- | ----- | ----- | ----- | ----- |
| 105   | 116   | 118   | 116   | 112   | 120   | 136   |

График промене броја становника у току последњих година